# Seefeld (Holstein)
Seefeld település Németországban, Schleswig-Holstein tartományban. Lakosainak száma 359 fő (2023. december 31.).

## Népesség
A település népességének változása:
| Lakosok száma | 343  | 339  | 356  | 344  | 346  | 359  |
|               | 1975 | 2017 | 2019 | 2021 | 2022 | 2023 |